# Millie Tomlinson
Pour les articles homonymes, voir Tomlinson.
Millie Tomlinson, née le 27 avril 1992 à Derby (Angleterre), est une joueuse professionnelle de squash qui représente l'Angleterre. Elle atteint la 20e place mondiale en juillet 2019, son meilleur classement.
Elle est championne d'Europe en 2018, s'imposant face à la Française Coline Aumard.

## Biographie
En 2018, elle  devient championne d'Europe et réalise sa plus belle performance lors du tournoi PSA Platinum Hong Kong Open, lorsqu'au 2e tour elle élimine Nicol David, vainqueur à 10 reprises du tournoi. En juillet 2019, elle intègre pour la première fois le top 20, bénéficiant du retrait de Nicol David.

## Palmarès

### Titres
- Championnats d'Europe : 2018
- Championnats d'Europe par équipes : 2025

### Finales
- Championnats d'Europe : 2017
- Monte-Carlo Squash Classic : 2016
- Championnats d'Europe par équipes : 2019